# Alte Schule (Genheim)

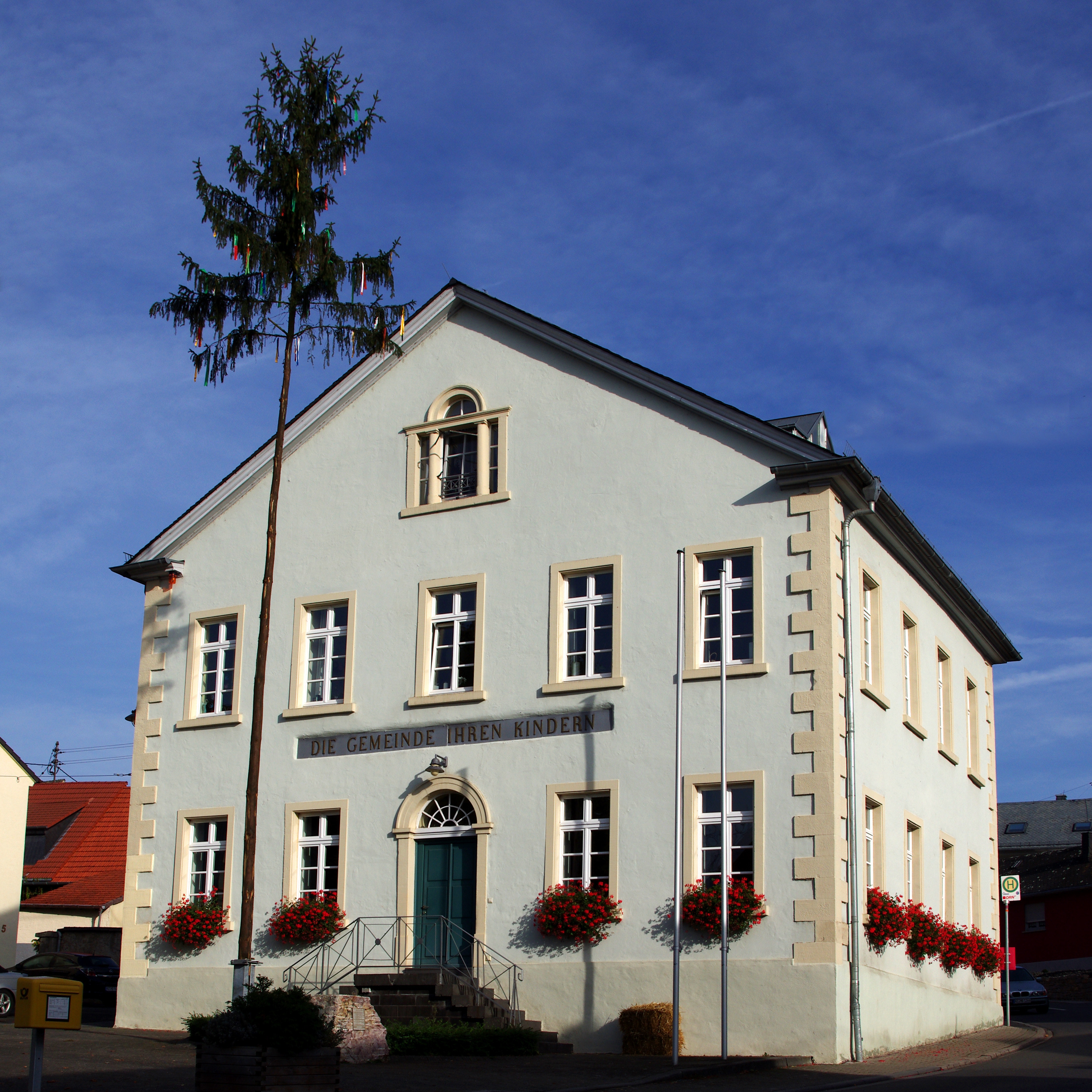
Die Alte Schule in Genheim

Die Alte Schule ist das ehemalige Schulgebäude im Ortsteil Genheim der rheinland-pfälzischen Ortsgemeinde Waldalgesheim.
Das im Stil des Spätklassizismus errichtete Bauwerk diente bis 1966 für den Unterricht. Der Umbau 1997 bis 2000 kostete ungefähr 1,4 Millionen DM. Es dient jetzt als Dorfgemeinschaftshaus.